# Sidi Ali Reis
Sidi Ali Reis - en turc Seydi Ali Reis - conegut com a Katibi Rum (Istanbul, ~1498-gener de 1563) fou un mariner, administrador, poeta i escriptor otomà.
Va participar en lluites navals per conquerir setge de Rodes (1522), a la batalla de Préveza (1538), a les expedicions de Khayr al-Din Barba-rossa a diversos llocs, i a la conquesta truca de Trípoli de Barbaria (1551) arribant al rang de ketkhuda de l'arsenal imperial (càrrec que ja havien exercit el seu pare i el seu avi). El 1553 era a Alep amb l'exèrcit otomà lluitant contra els safàvides, quan fou enviat per dur a la ciutat de Suez els vaixells otomans abandonats per Piri Reis a Bàssora. Va sortir de Bàssora el 2 de juliol de 1554 però no va arribar a la mar Roja a causa de la presència de vaixells portuguesos, i es va retirar cap a Surat a l'Índia (28 de setembre) on fou acollit pel sultà Ahmad Shah III Gudjarati que li va demanar ajut en el setge de Broach (Bharoch); Sidi Ali va refusar i va retornar a Turquia per terra amb 53 homes, però 200 mariners es van unir al sultà de Gujarat. Va passar per Ahmedabad, Delhi, Lahore, Kabul, Samarcanda, Bukharà, Mashad, Rayy i Qazvín, arribant finalment a Bagdad, en poder dels otomans (febrer del 1557). Es va dirigir a Edirne on era el sultà (maig de 1557), amb el temor de córrer la mateixa sort que Piri Reis, però fou ben rebut; portava 18 cartes de sobirans dirigides al sultà entre les quals una de l'emperador mogol Akbar el Gran i una del xa de Pèrsia Tahmasp I.
El seu viatge fou relatat en un llibre anomenat Mirat al-mamalik. Va escriure altres obres sobre variada temàtica científica, que són bàsicament traduccions del persa, entre les quals algunes sobre navegació a l'oceà Índic, sobre matemàtiques i sobre astronomia. Va viure la resta de la seva vida principalment a Istanbul.